# ジェーン・アースキン

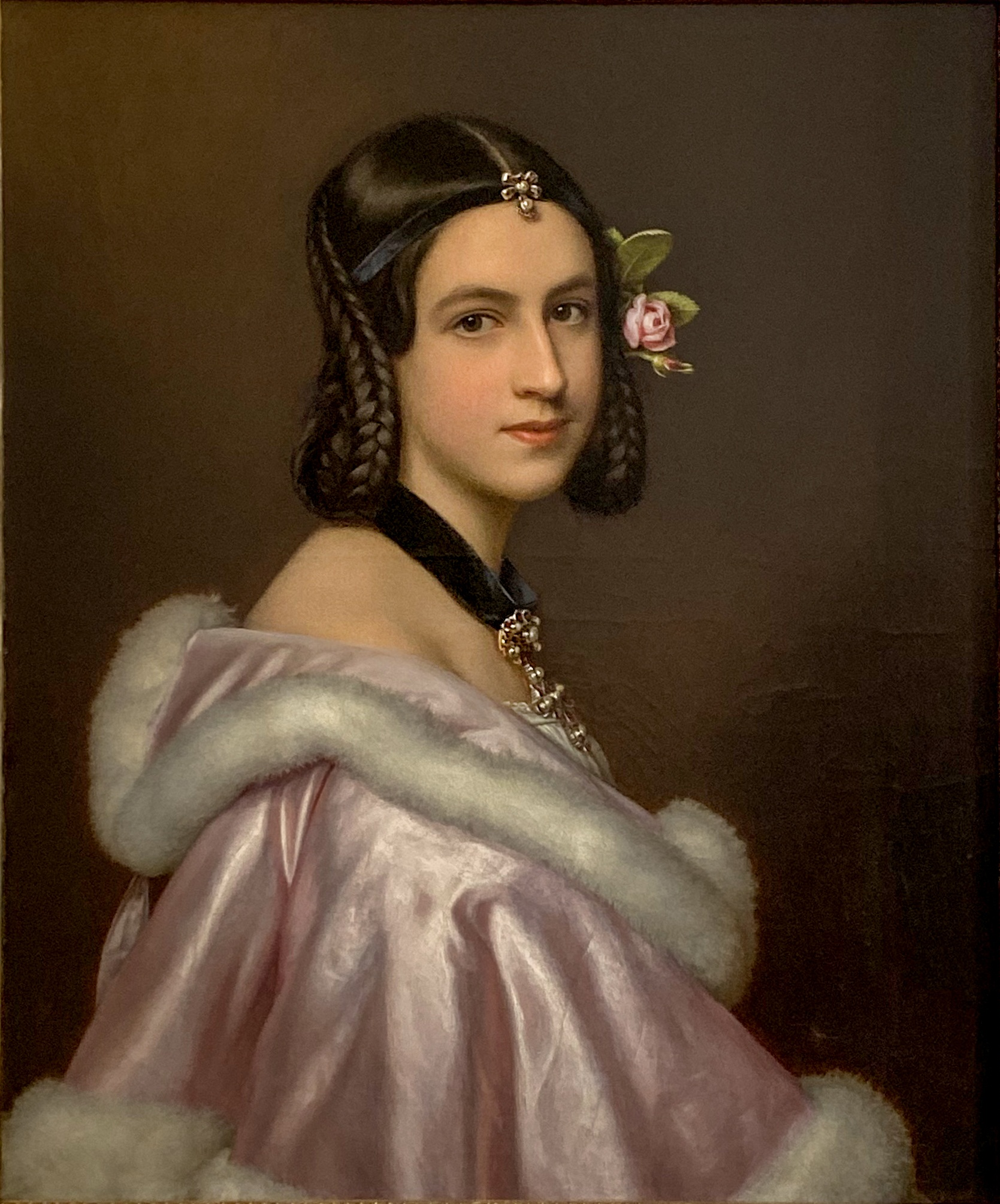
シュティーラーによるジェーン・アースキンの肖像

ジェーン・プラマー・アースキン（Jane Plumer Erskine, 1818年5月9日 - 1846年3月30日）は、19世紀前半イギリスの貴族階級の女性。バイエルン王ルートヴィヒ1世が宮廷画家ヨーゼフ・カール・シュティーラーに命じて美人画ギャラリーに彼女の肖像を加えた。
外交官の第2代アースキン男爵デイヴィッド・アースキンと、アメリカ独立戦争時の将軍ジョン・カドワラダーの娘フランシス・カドワラダーの間の第11子・七女として、ロンドンで生まれた。父方はスコットランドのバカン伯爵家につながる家系である。1828年、父が在バイエルンイギリス特命全権公使に着任すると、家族と共にミュンヘン宮廷で暮らすようになる。1837年、バイエルン王妃テレーゼの推挙によって、その夫のルートヴィヒ1世王が蒐集を進める美人画ギャラリーのモデルの1人に選ばれた。肖像画のジェーンは、大ぶりな三つ編みを両側頭部から後頭部へと内巻きに回した特徴的な髪型をしている。
同じ1837年、スコットランド・スターリングシャー・クレイグフォース（Craigforth）の地主でいとこにあたるジェームズ・ヘンリー・キャランダー（1803年 - 1851年）と結婚し、間に3人の娘をもうけた。1846年に27歳の若さで亡くなった。三女のジェニー・セヴィーラ・キャランダー（1846年 - 1923年）は第9代アーガイル公爵の弟アーチボルド・キャンベル卿に嫁ぎ、第10代アーガイル公爵の母となった。

## 引用・脚注
1. ↑  S. K. Ludovic, "A King's Gallery of Beauty" Strand Magazine (January 1902): 16-23.
2. ↑  Browning, Charles Henry (1891) (英語). Americans of Royal Descent: A Collection of Genealogies of American Families Whose Lineage is Traced to the Legitimate Issue of Kings. Porter & Costes. pp. 138, 419 2023年6月14日閲覧。
3. ↑  “ERSKINE, Hon. David Montagu (1776-1855), of Butler's Green, Suss”. History of Parliament. 2023年6月14日閲覧。
4. ↑  Flickr, https://www.flickr.com/photos/1way/713081862
5. ↑  Pinterest
https://www.pinterest.com › pin
1837 Lady Jane Erskine by Joseph Karl Stieler (Schönheitengallerie ..., http://www.gogmsite.net/empire-napoleonic-and-roman/subalbum-schonheitengalleri/1837-lady-jane-erskine-by-j.html#previous-photo
6. ↑  Haus der Bayerischen Geschichte
https://hdbg.eu › objekte › index
Königreich - Lady Jane Erskine (1837), https://hdbg.eu/koenigreich/index.php/objekte/index/id/880
7. ↑  Flickr
https://www.flickr.com › photos
Lady Jane Erskine (9 May 1818 - 30 March 1846), https://www.flickr.com/photos/1way/713081862
8. ↑  galerieterson.com
http://www.galerieterson.com › cgg
Collection G G, http://www.galerieterson.com/cgg/407